# Subcontinente

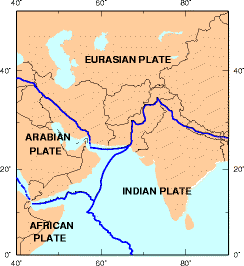
A placa indiana é frequentemente chamada subcontinente indiano. Confina com a placa euroasiática, as placas africana e arábica.

Um subcontinente é uma parte substancialmente vasta de um continente. Não existe predefinição ou acordo no que constitui um subcontinente. Em geral, um subcontinente está separado do resto de um continente por uma cordilheira, ou por placas tectónicas.
A Índia, Paquistão e Bangladesh, e por vezes também o Nepal e o Butão, são ditos formar o subcontinente indiano (a cordilheira de separação é o Himalaia). Ocasionalmente, a Europa é descrita como um subcontinente da Eurásia. Na maioria dos casos, a América do Norte, América Central e a América do Sul são tomadas como subcontinentes da América.
Por vezes sub-regiões de um continente são designadas por subcontinente pela diferença de cultura em relação ao resto desse continente. Como exemplo, considera-se o Médio Oriente.